# Viktor Ader
Viktor Ader (* 21. Septemberjul. / 4. Oktober 1910greg. in Tallinn, Gouvernement Estland; † 7. September 1966 ebenda) war ein estnischer Fußballspieler.

## Karriere
Viktor Ader wurde 1910 in Tallinn der Hauptstadt des zum Russischen Kaiserreich gehörenden Gouvernement Estland geboren. In Tallinn, spielte er seine gesamte Vereinskarriere von 1930 bis 1936 beim SK Tallinna Sport. Mit dem Verein konnte der Mittelstürmer dreimal die Estnische Meisterschaft gewinnen. Im Juni 1931 debütierte Ader in der Estnischen Nationalmannschaft gegen Litauen. In seinem dritten Länderspiel gegen Finnland in Helsinki gelang ihm der einzige Treffer im Nationaltrikot. Im Jahr 1933 nahm der gelernte Schlosser mit der Nationalmannschaft am Baltic Cup in Litauen teil.
Für Estland kam Viktor Ader auf insgesamt sechs Einsätze, bei denen er ein Tor erzielte.

## Erfolge
mit dem SK Tallinna Sport:
- Estnischer Meister: 1931, 1932, 1933